# Shamrock

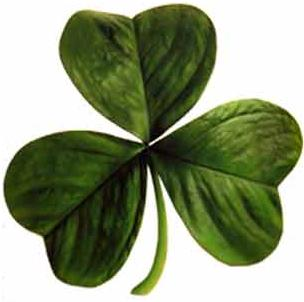
O trevo shamrock

O shamrock é um símbolo oficial da Irlanda e da cidade de Boston, no Massachusetts. Tradicionalmente se explica que São Patrício da Irlanda teria utilizado o trevo para explicar a doutrina da Trindade aos pagãos irlandeses, donde o símbolo chamado em irlandês de seamróg ([ˈʃamˠɾˠoːɡ]), um diminutivo de seamair óg, significando "trevo jovem".